# 吴茱萸五加
吴茱萸五加（学名：Gamblea ciliata var. evodiifolia）为五加科五加属的植物。分布在中国大陆的浙江、陕西、安徽、江西、四川、云南、广西等地，生长于海拔1,000米至3,300米的地区，见于森林中，目前尚未由人工引种栽培。

## 别名
吴茱叶五加（中国种子植物分类学）